# أليوت وارد
أليوت وارد (بالإنجليزية: Elliot Ward)‏ (13 يوليو 1994 في المملكة المتحدة - ) هو لاعب كرة قدم بريطاني في مركز الوسط. لعب مع نادي بورنموث وDorchester Town F.C. ‏ وWimborne Town F.C. ‏.

## وصلات خارجية
- أليوت وارد على موقع Soccerbase.com (لاعب) (الإنجليزية)
- أليوت وارد على موقع Soccerway.com (الإنجليزية)
- أليوت وارد على موقع عالم كرة القدم.نت (الإنجليزية)